# De oorsprong van het gezin, van de particuliere eigendom en van de staat

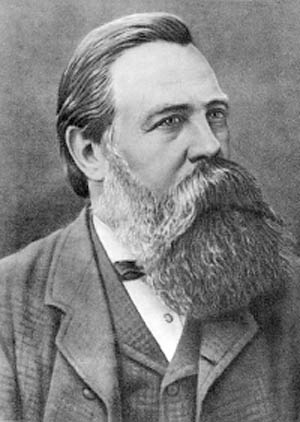
Friedrich Engels

De oorsprong van het gezin, van de particuliere eigendom en van de staat is een historisch-materialistische verhandeling van Friedrich Engels uit 1884, waarin hij de gemeenschappelijke ontwikkeling van menselijke familieverbanden, eigendomsverhoudingen en staatsvorming uiteenzet.
Het werk is gebaseerd op aantekeningen die Karl Marx maakte bij het boek Ancient Society van de Amerikaanse antropoloog-etnoloog Lewis Henry Morgan. Volgens Engels was het Marx' bedoeling om hierover een verhandeling te schrijven, en voert hij hiermee Marx' laatste wil uit.

## Fasen van ontwikkeling in de prehistorie
In navolging van Lewis, en in overeenstemming met de historisch-materialistische methode, verdeelt Engels in het eerste hoofdstuk de menselijke prehistorie in twee fasen, "wildheid" en "barbarij", die van elkaar verschillen in de economische productiewijze.
De wildheid is "het tijdvak waarin hoofdzakelijk natuurproducten, die geen bewerking vereisen, worden verworven". Ze begint bij de allereerste mensen, en eindigt met de uitvinding van het pottenbakken. In dit stadium zijn de verschillende menselijke samenlevingen vrijwel niet van elkaar te onderscheiden; verschillende samenlevingen doen min of meer dezelfde uitvindingen (met name het vuur, het vissen, stenen werktuigen en de boog) en kennen dezelfde sociale verbanden.
De barbarij wordt gekenmerkt door onder andere de eerste landbouw en veeteelt, later gevolgd door de uitvinding van het schrift en ijzeren gereedschap. De verschillen tussen Eurazië en Amerika worden duidelijk: Eurazië kent een veel grotere variatie aan domesticeerbare dieren en gewassen, terwijl Amerika "slechts één, maar het beste", gewas kent: de maïs. In Europa worden steen en baksteen gebruikt voor het bouwen van huizen. Als voorbeeld van een "barbaarse" samenleving noemt Engels de Germanen zoals zij beschreven werden door Tacitus.
Met de uitvinding van het schrift eindigt de prehistorie en begint de "beschaving".

## Gezin en eigendom
Hoofdstuk 2 van De oorsprong van het gezin behandelt de geschiedenis van menselijke familieverbanden, eveneens in een stelsel van historische fasen.
De eerste is de bloedverwantschapsfamilie, waarin naast eigen kinderen ook die van broers en zussen beschouwd (en aangeduid) worden als zonen en dochters. In dit stadium zijn alle leden van de eigen generatie potentiële partners, inclusief biologische broers en zussen, neven en nichten, enz. Hoewel Engels geen direct bewijs voor deze vorm van familie kent, acht hij haar vroegere bestaan bewezen:

Het Hawaïaanse, in geheel Polynesië thans nog geldende stelsel van verwantschap, dat graden van bloedverwantschap uitdrukt zoals zij slechts onder deze familievorm kunnen ontstaan, dwingt ons echter tot de opvatting dat ze moet hebben bestaan.

Dit Hawaïaanse stelsel is de poenaloeafamilie, waarin het incesttaboe wordt uitgebreid tot de broers en zussen, en daarmee ook neven en nichten (die immers ook als broers en zussen beschouwd worden). Verder kenmerkt dit stelsel zich door groepshuwelijken, waarbij een hele groep mannen "trouwt" met een hele groep vrouwen.
Een stap verder in de ontwikkeling ontstaat de paringsfamilie, waarin huwelijkse banden nog slechts tussen personen gesloten worden in plaats van tussen hele groepen. Mensen organiseren zich in matriarchale clans (gentes, ev. gens) van bloedverwanten, en huwelijken worden gesloten tussen leden van verschillende gentes, Polygamie bij beide geslachten blijft echter bestaan, al dan niet religieus of juridisch gereguleerd.
Waar de ontwikkeling in Amerika nu ophoudt, ontwikkelen de Eurazische familieverbanden verder, en ontstaan onder herdersvolken systemen van eigendom, inclusief slavernij, die door de technische ontwikkelingen rendabel is geworden (in marxistische termen: slavenarbeid levert nu meerwaarde op). Het matriarchaat blijkt onhoudbaar, wanneer de mannen de kuddes en de werktuigen voor de voedselproductie (waarvoor zij de verantwoordelijk dragen) als hun eigendom gaan beschouwen, en deze door hun eigen kinderen willen laten erven. Eerder zou iedere erfenis onder de gens van de moeder verdeeld worden.
Voor de verdeling van de erfenis moet de man echter zeker zijn dat de kinderen die hij opvoedt van hemzelf zijn, en moet hij zijn vrouw tot kuisheid dwingen. Dat dit eerder niet gebeurde illustreert Engels met een verhaal van Louis Agassiz over getrouwde Zuid-Amerikaanse Indianenvrouwen, die zonder enige schaamte aan vreemden vertellen dat hun kinderen buitenechtelijk zijn. Engels merkt over deze patriarchale revolutie op:

De omverwerping van het moederrecht was de wereldhistorische nederlaag van het vrouwelijke geslacht. De man nam ook in huis het heft in handen, de vrouw werd van haar waardigheid beroofd, geknecht, tot slavin van zijn lusten en louter een werktuig om kinderen voort te brengen. Deze vernederende positie van de vrouw ... werd langzamerhand huichelachtig vergoelijkt of hier en daar in een mildere vorm gekleed, maar afgeschaft werd zij geenszins.

(Vanwege dit soort analyses wordt De oorsprong van het gezin ook wel als een vroeg feministisch werk beschouwd.)
Hiermee is het gezin op een nieuwe trede van ontwikkeling gekomen, de moderne monogamie. Dit vindt plaats in een laat stadium van de barbarij. Op deze trede wordt van de vrouw echtelijke trouw verwacht, terwijl de man zich te goed kan doen aan zijn slavinnen, aan prostituees, of, in het geval van de oude Grieken, aan de "afzichtelijke knapenliefde". Engels hekelt de hypocrisie die hij in dit systeem ziet, zoals hij en Marx al eerder deden in het Communistisch Manifest.
Het verband tussen gezin en eigendom maakt Engels expliciet met de volgende woorden:

De monogamie was geenszins een vrucht van de individuele geslachtsliefde, waarmee zij volstrekt niets te maken had, omdat de huwelijken nog steeds huwelijken uit berekening bleven. Zij was de eerste gezinsvorm die niet op natuurlijke, maar op economische voorwaarden berustte, namelijk op de overwinning van de particuliere eigendom op de oorspronkelijke primitieve gemeenschappelijke eigendom.

In de negentiende eeuw (Engels' eigen tijd) neemt de monogamie twee vormen aan: het burgerlijke huwelijk en het proletarische. Het eerste schildert Engels af als een hetzij doodsaaie, hetzij vreselijk hypocriete bedoening. De proletariërs daarentegen, leven dankzij hun armoede in perfecte harmonie:

... vooral sinds de grootindustrie de vrouw uit huis op de arbeidsmarkt en in de fabriek heeft verplaatst en haar vaak genoeg tot kostwinster van het gezin maakt, heeft het laatste overblijfsel van de heerschappij van de mannen in de proletariërwoning elke grond verloren — het zij dan, dat er nog een deel van de sinds de invoering van de monogamie ingeburgerde grofheid tegen vrouwen is overgebleven.
Kortom, het proletarische huwelijk is monogaam in de etymologische, maar volstrekt niet in de historische betekenis van het woord.

De revolutie die Engels verwacht, zal dit alles veranderen:

Want met de overgang van de productiemiddelen in maatschappelijke eigendom verdwijnt ook de loonarbeid en het proletariaat, dus de noodzakelijkheid voor een zeker — statistisch te berekenen — aantal vrouwen zich voor geld te geven. De prostitutie verdwijnt en in plaats van te gronde te gaan wordt de monogamie eindelijk werkelijkheid — ook voor de mannen.

## Staatsvorming
Na het overzicht van hoofdstuk 2 neemt Engels enkele historische casussen door, namelijk de Irokese, Oud-Griekse, Romeinse, Keltische en Duitse, dat wil zeggen Germaanse gensstructuren. Hij betoogt, in navolging van Lewis, dat de Griekse gens in een eerder stadium een soortgelijke structuur had als de Irokese. In de Griekse en Romeinse gebieden heeft echter in de loop der eeuwen staatsvorming plaatsgevonden: een scheiding tussen macht en volk.